# Uomo mellificato

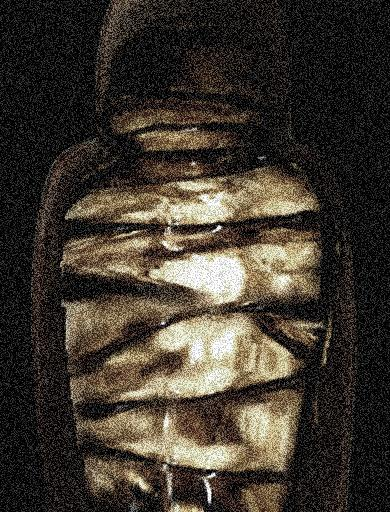
Rappresentazione artistica dell'uomo mellificato

L'uomo mellificato è una sostanza medicinale leggendaria creata immergendo un cadavere umano nel miele.
Il leggendario medicinale è descritto in alcune fonti mediche cinesi, quali il Běncǎo Gāngmù del medico e farmacologo Li Shizhen, vissuto nel sedicesimo secolo. Secondo questo trattato, dopo essersi nutrito esclusivamente di miele per alcune settimane il donatore deceduto veniva posto in una bara di pietra riempita anch'essa di miele. Dopo un secolo di attesa la bara veniva aperta e il contenuto utilizzato come rimedio capace di guarire pressoché ogni malanno e di curare le ossa rotte.

## Storia
La pratica di conservare i corpi dei defunti nel miele ha avuto come antecedenti gli assiri che, come riportato dallo storico greco Erodoto, erano soliti imbalsamare i loro morti usando il miele, una tecnica anche adottata dagli antichi egizi. Più tardi, nel IV secolo a.C., il corpo di Alessandro Magno venne rinchiuso in un sarcofago pieno di miele.  L'esistenza di un farmaco prodotto da uomini mummificati nel miele è stata descritta molti anni dopo dal farmacologo cinese del sedicesimo secolo Li Shizhen. Sebbene lo stesso Shizhen non sia certo che l'esistenza degli uomini mellificati sia vera, egli ha descritto l'usanza dettagliatamente nel suo Bencao Gangmu (1578), il più grande trattato farmacologico della medicina cinese, in cui spiega di esserne venuto a conoscenza dagli scritti dell'erudito cinese Tao Jiucheng, conosciuto anche come Tao Zongyi, vissuto verso la metà del quattordicesimo secolo:
Il miele, assunto come alimento esclusivo e dalle proprietà lassative, causava eccessiva perdita di peso e quindi la morte del volontario; il suo corpo veniva quindi ricoperto di miele che, povero d'acqua e ricco di sostanze antibiotiche, ne impediva la putrefazione. Quando la bara veniva aperta il cadavere era ormai completamente macerato; la sostanza rimasta veniva quindi donata ai discendenti del defunto oppure raccolta in barattoli e venduta ad altissimi prezzi.
Secondo gli storici della scienza cinese Joseph Needham e Lu Gwei-djen, sebbene Li Shizen parli della pratica dell'uomo mellificato come originaria dell'Arabia, è possibile che in realtà la sua origine ricada nella pratica birmana di preservare i corpi di abati e monaci nel miele, così che "la nozione occidentale di un farmaco ricavato dalla perdurabile carne umana fosse combinato con il caratteristico motivo buddista del sacrificio di sé per gli altri". Invece Mary Roach ha affermato che l'uso medicinale delle mummie e la vendita di falsi è documentato nei libri di chimica risalenti al sedicesimo e diciottesimo secolo in Europa, ma raramente queste mummie erano conservate nel miele e in nessun luogo al di fuori dell'Arabia i cadaveri usati per le mummie erano di volontari.